# La Mézière
Pour les articles homonymes, voir Mézières.
La Mézière est une commune française située dans le département d'Ille-et-Vilaine en région Bretagne, peuplée de 4 935 habitants.

## Géographie
La Mézière est située à douze kilomètres environ au nord de Rennes. Elle est entourée des communes de : Gévezé, Vignoc, Montreuil-le-Gast, Melesse, La Chapelle-des-Fougeretz et Pacé. La Mézière appartient à la Communauté de communes du Val d'Ille-Aubigné.
|        | Vignoc                    | Montreuil-le-Gast |
| Gévezé | La Mézière                | Melesse           |
| Pacé   | La Chapelle-des-Fougeretz |                   |

### Hydrographie
Pour un article plus général, voir Réseau hydrographique d'Ille-et-Vilaine.
La commune est située dans le bassin Loire-Bretagne. Elle est drainée par la Flume, le Quincampoix, le Pont de Biardel, le Queue de Loup et le ruisseau de la Chaussée,,.
La Flûme, d'une longueur de 34 km, prend sa source dans la commune de La Chapelle-Chaussée et se jette  dans la Vilaine à Rennes, après avoir traversé dix communes. 
Le Quincampoix (canal d'Ille-et-Rance), d'une longueur de 10 km, prend sa source dans la commune de Montreuil-le-Gast et se jette  dans le Canal d'Ille-et-Rance  à Betton, après avoir traversé quatre communes. 

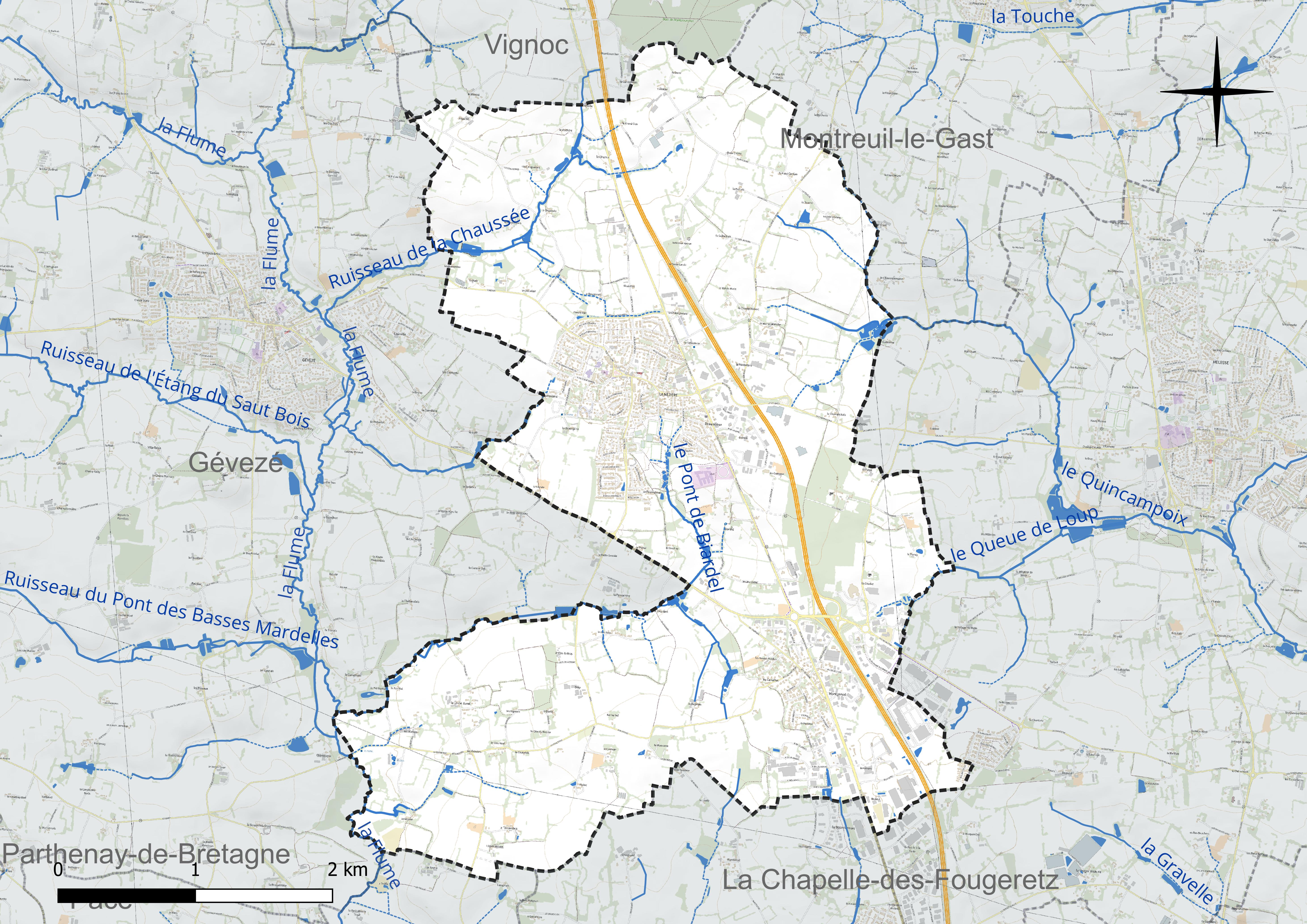
Réseau hydrographique de la Mézière.

### Climat
Pour des articles plus généraux, voir Climat de la Bretagne et Climat d'Ille-et-Vilaine.
En 2010, le climat de la commune est de type climat océanique altéré, selon une étude du CNRS s'appuyant sur une série de données couvrant la période 1971-2000. En 2020, Météo-France publie une typologie des climats de la France métropolitaine dans laquelle la commune est exposée à un climat océanique et est dans la région climatique  Bretagne orientale et méridionale, Pays nantais, Vendée, caractérisée par une faible pluviométrie en été et une bonne insolation. Parallèlement l'observatoire de l'environnement en Bretagne publie en 2020 un zonage climatique de la région Bretagne, s'appuyant sur des données de Météo-France de 2009. La commune est, selon ce zonage, dans la zone « Intérieur Est », avec des hivers frais, des étés chauds et des pluies modérées.  
Pour la période 1971-2000, la température annuelle moyenne est de 11,2 °C, avec une amplitude thermique annuelle de 12,9 °C. Le cumul annuel moyen de précipitations est de 763 mm, avec 12,8 jours de précipitations en janvier et 7,1 jours en juillet. Pour la période 1991-2020, la température moyenne annuelle observée sur la station météorologique la plus proche, située sur la commune du Rheu à 13 km à vol d'oiseau, est de 12,2 °C et le cumul annuel moyen de précipitations est de 720,4 mm,. Pour l'avenir, les paramètres climatiques de la commune estimés pour 2050 selon différents scénarios d'émission de gaz à effet de serre sont consultables sur un site dédié publié par Météo-France en novembre 2022.

## Urbanisme

### Typologie
Au 1er janvier 2024, La Mézière est catégorisée bourg rural, selon la nouvelle grille communale de densité à sept niveaux définie par l'Insee en 2022.
Elle appartient à l'unité urbaine de La Mézière, une unité urbaine monocommunale constituant une ville isolée,. Par ailleurs la commune fait partie de l'aire d'attraction de Rennes, dont elle est une commune de la couronne,. Cette aire, qui regroupe 183 communes, est catégorisée dans les aires de 700 000 habitants ou plus (hors Paris),.

### Occupation des sols
L'occupation des sols de la commune, telle qu'elle ressort de la base de données européenne d'occupation biophysique des sols Corine Land Cover (CLC), est marquée par l'importance des territoires agricoles (77,9 % en 2018), en diminution par rapport à 1990 (90,3 %). La répartition détaillée en 2018 est la suivante : 
zones agricoles hétérogènes (40,8 %), terres arables (25,5 %), prairies (11,6 %), zones industrielles ou commerciales et réseaux de communication (10,9 %), zones urbanisées (8,9 %), espaces verts artificialisés, non agricoles (2,3 %). L'évolution de l'occupation des sols de la commune et de ses infrastructures peut être observée sur les différentes représentations cartographiques du territoire : la carte de Cassini (XVIIIe siècle), la carte d'état-major (1820-1866) et les cartes ou photos aériennes de l'IGN pour la période actuelle (1950 à aujourd'hui).

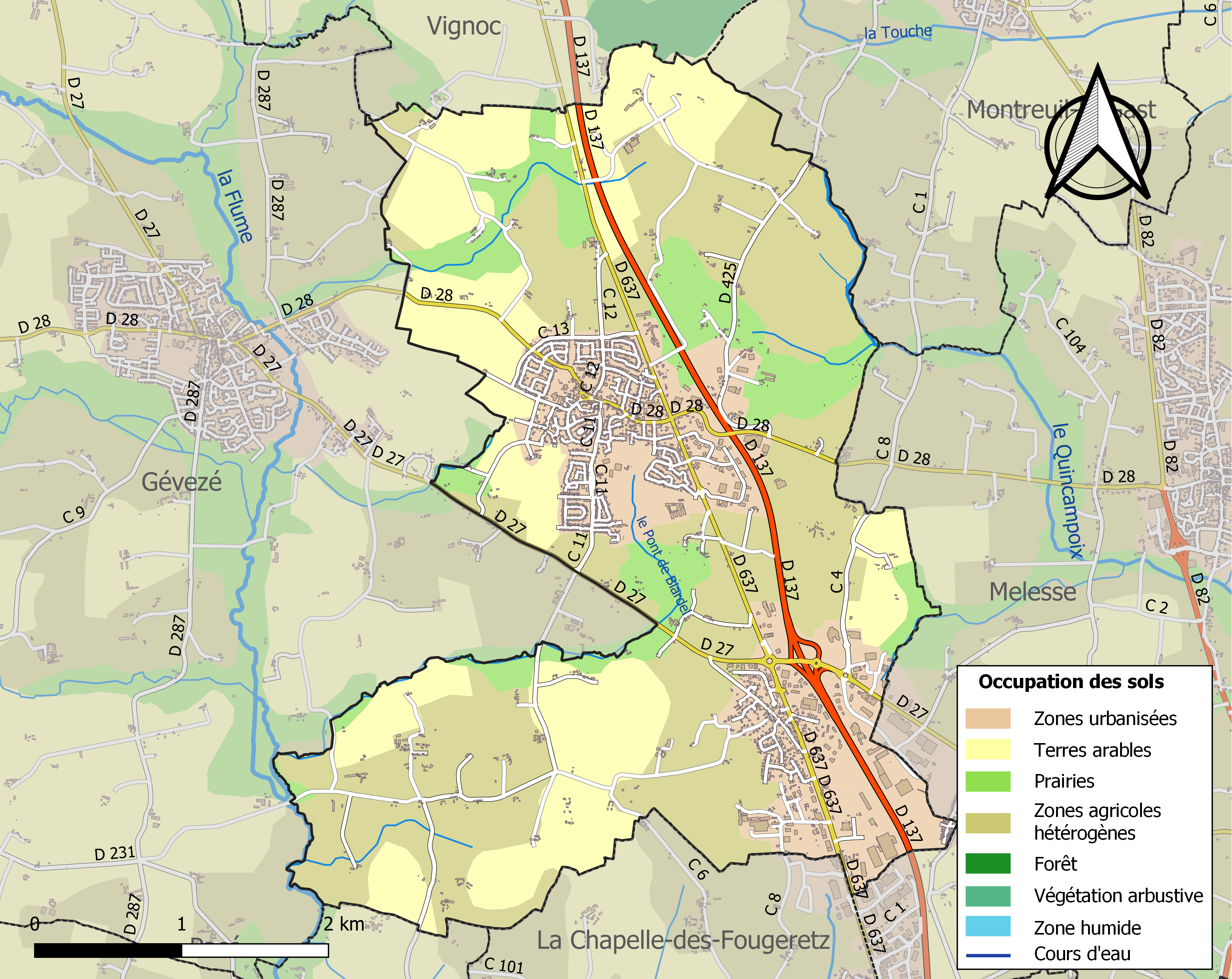
Carte des infrastructures et de l'occupation des sols de la commune en 2018 (CLC).

## Toponymie
Mentionné au XIIIe siècle, le nom de La Mézière vient du latin maceria(s) qui signifie « mur de pierres sèches », et de là « mur très ancien en ruines ». Ce toponyme tire son origine de l'occupation gallo-romaine qui s'est échelonnée du Ier au IIIe siècle apr. J.-C.. Ce nom est très fréquent en France sous les formes Mézières, Maisières, Maizières, en général au pluriel.

## Histoire
Un menhir au lieu-dit la Roche Blanche atteste d'une habitation lointaine. Quelques silex et poteries ont été découverts sur le bourg et au lieu-dit la Patenoterais (fragments du néolithique vers 2500 av. J.-C.) une hache en bronze a été trouvée au lieu-dit Montgerval.
Différentes campagnes de fouilles attestent de l'existence d'une villa gallo-romaine au lieu dit de La Beauvairie.
Durant le haut Moyen-Âge, des locuteurs de langue bretonne se sont installés en La Mézière, laissant de faibles traces dans la micro-toponymie.
Avec les défrichements de l'an mil vont apparaître l'église et le château. En l'an 1235, la mention de paroisse de la Mézière est attestée dans le cartulaire de Saint-Melaine.
Le campement du duc de Bretagne Jean IV sur la Mézière en 1380 a pour objet la négociation avec le comte de Buckingham au sujet du départ des troupes anglaises.
L'incendie du bourg le 3 juin 1597 par les ligueurs du duc de Mercœur sont un désastre pour la population (maisons pillées et massacre de nombreux habitants).
Le prêtre Julien Hiard crée par testament la maison des petites écoles le 13 septembre 1693.
Les archives ont conservé le cahier de doléances de La Mézière. Le curé de la paroisse, l'abbé Maignan, a été élu premier maire en 1790. Pourtant, il refusait de prêter serment ainsi que son vicaire Joseph Houssay. Chassés de la commune, ils ont été exilés à Jersey. Il est nommé recteur en 1804. Bourdin, prêtre réfractaire, est assassiné sur l'ancien chemin de Vignoc et l'abbé Bouttier, prêtre insermenté, est fusillé le 2 mai 1794.
Le 19 mars 1793, des combats violents opposent Bleus et Blancs, jour du décret de la Convention nationale qui puniront à mort ceux qui auront pris part à des révoltes contre révolutionnaires.
En 1830, Eugène Neveu-Derotrie, avocat à la cour de Rennes, élit domicile au Petit Bois. Il est l'auteur de Les Veillées villageoises.
L'église est détruite par la foudre le 28 mai 1866.
Monseigneur Paul Dupont des Loges habitant le château des Loges devient évêque de Metz en 1843. Il a été député du Reichstag de 1874 à 1877.
Au lieu-dit la Mauvière, a vécu Emile-Eloi-Marie Carron de la Carrière, député d'Ille-et-Vilaine de 1871 à 1876. Il est nommé préfet de la Haute-Marne en 1877. Il a été l'un des chefs du parti monarchiste de Bretagne.

## Héraldique
| Blason de La Mézière | Blason  | Coupé crénelé de trois merlons et deux demis : au premier d'argent au cerf de gueules ramé d'or, au second d'azur aux onze billettes d'argent, ordonnées 4, 3 et 4, chargées chacune d'une moucheture d'hermine de sable. |
| Blason de La Mézière | Détails | |

## Politique et administration

### Liste des maires

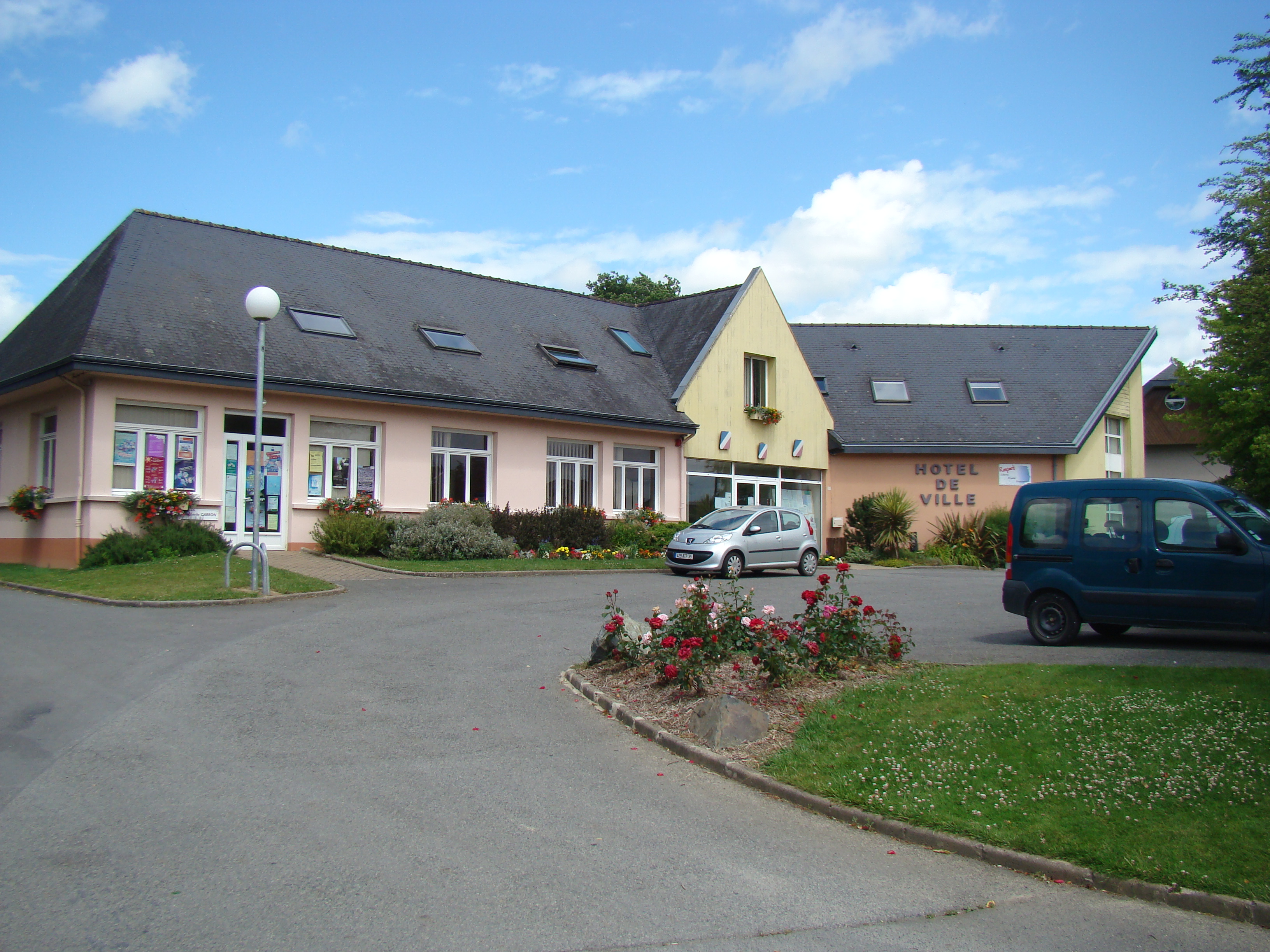
La mairie.

| Période                                  | Période     | Identité                     | Étiquette | Qualité                                                           |
| ---------------------------------------- | ----------- | ---------------------------- | --------- | ----------------------------------------------------------------- |
| 1790                                     | 1791        | Paul Charles Nicolas Meignan |           | Prêtre                                                            |
| 1791                                     | 1794        | Yves Denais                  |           |                                                                   |
| 1794                                     | 1803        | Jean Baptiste Hervé          |           |                                                                   |
| 1803                                     | 1808        | M. Lefeubvre                 |           |                                                                   |
| 1808                                     | 1829        | Jacques Richard              |           |                                                                   |
| 1829                                     | 1829        | Eugene Neveu Derotrie        |           | Avocat                                                            |
| Les données manquantes sont à compléter. |             |                              |           |                                                                   |
| 1833                                     | 1870        | J. Lefeuvre                  |           |                                                                   |
| 1870                                     | 1884        | Pierre Lefeuvre              |           |                                                                   |
| 1884                                     | 1902        | Julien Bohuon                |           |                                                                   |
| 1902                                     | 1920        | François Gigon               |           |                                                                   |
| 1920                                     | 1925        | Léon Brassier                |           |                                                                   |
| 1925                                     | 1938        | Henri Chausseblanche         |           |                                                                   |
| mai 1938                                 | mai 1953    | Francis Thébault             | Rad-soc   |                                                                   |
| mai 1953                                 | mars 1971   | Marcel Lefeuvre (1908-2000)  |           | Vétérinaire, maire honoraire (1978)                               |
| mars 1971                                | mars 1983   | Gérard Fuselier              | PS        | Éducateur aide-sociale à l'enfance                                |
| mars 1983                                | juin 2004   | Jean-Louis Tourenne          | PS        | Principal de collège, professeur Conseiller général (1973 → 2015) |
| juin 2004                                | 27 mai 2020 | Gérard Bazin                 | PS        | Ingénieur                                                         |
| 27 mai 2020                              | En cours    | Pascal Goriaux               | PS        | Technicien informatique à la région Bretagne                      |

## Démographie
L'évolution du nombre d'habitants est connue à travers les recensements de la population effectués dans la commune depuis 1793. Pour les communes de moins de 10 000 habitants, une enquête de recensement portant sur toute la population est réalisée tous les cinq ans, les populations de référence des années intermédiaires étant quant à elles estimées par interpolation ou extrapolation. Pour la commune, le premier recensement exhaustif entrant dans le cadre du nouveau dispositif a été réalisé en 2004.
En 2022, la commune comptait 4 935 habitants, en évolution de +1,69 % par rapport à 2016 (Ille-et-Vilaine : +5,46 %, France hors Mayotte : +2,11 %).
| 1793 | 1800  | 1806  | 1821  | 1831  | 1836  | 1841  | 1846  | 1851  |
| ---- | ----- | ----- | ----- | ----- | ----- | ----- | ----- | ----- |
| 634  | 1 161 | 1 297 | 1 294 | 1 316 | 1 231 | 1 236 | 1 207 | 1 225 |

| 1856  | 1861  | 1866  | 1872  | 1876  | 1881  | 1886  | 1891  | 1896  |
| ----- | ----- | ----- | ----- | ----- | ----- | ----- | ----- | ----- |
| 1 178 | 1 160 | 1 170 | 1 203 | 1 267 | 1 262 | 1 278 | 1 290 | 1 292 |

| 1901  | 1906  | 1911  | 1921  | 1926  | 1931  | 1936 | 1946 | 1954 |
| ----- | ----- | ----- | ----- | ----- | ----- | ---- | ---- | ---- |
| 1 200 | 1 163 | 1 116 | 1 061 | 1 018 | 1 015 | 960  | 938  | 909  |

| 1962 | 1968  | 1975  | 1982  | 1990  | 1999  | 2004  | 2006  | 2009  |
| ---- | ----- | ----- | ----- | ----- | ----- | ----- | ----- | ----- |
| 920  | 1 005 | 1 247 | 1 614 | 2 142 | 3 121 | 3 682 | 3 987 | 4 268 |

| 2014  | 2019  | 2022  | - | - | - | - | - | - |
| ----- | ----- | ----- | - | - | - | - | - | - |
| 4 595 | 4 971 | 4 935 | - | - | - | - | - | - |

## Économie
- Nombre d'exploitations agricoles individuelles : 33 (2000).
- Nombre d'entreprises : 100.

La Mézière est au cœur d'une zone économique dynamique et en pleine expansion :
- La Route du Meuble traverse la commune
- Cap Malo, (CGR 12 salles, Bowling center 24 pistes, Soccer 6 terrains, Karting 700 mètres, Castorama, Jardiland, Cap Malo Boutiques (Sport 2000, Cache-Cache, Bonobo etc.), Alinéa, Woupi, de nombreux points de restauration dont Le bistrot de nos terroirs, Ker Soazig, Buffalo Grill, Canadian Steak House, McDonald's, Tablapizza) et un hôtel Escale Océania 3 étoiles.

D'autre part la commune possède quelques zones d'activités :
- ZA Beauséjour (Intermarché, de nombreuses entreprises (électricité…), un garage automobile etc.) ;
- ZA Biardel ;
- La Route du meuble ;
- Cap Malo.

## Lieux et monuments

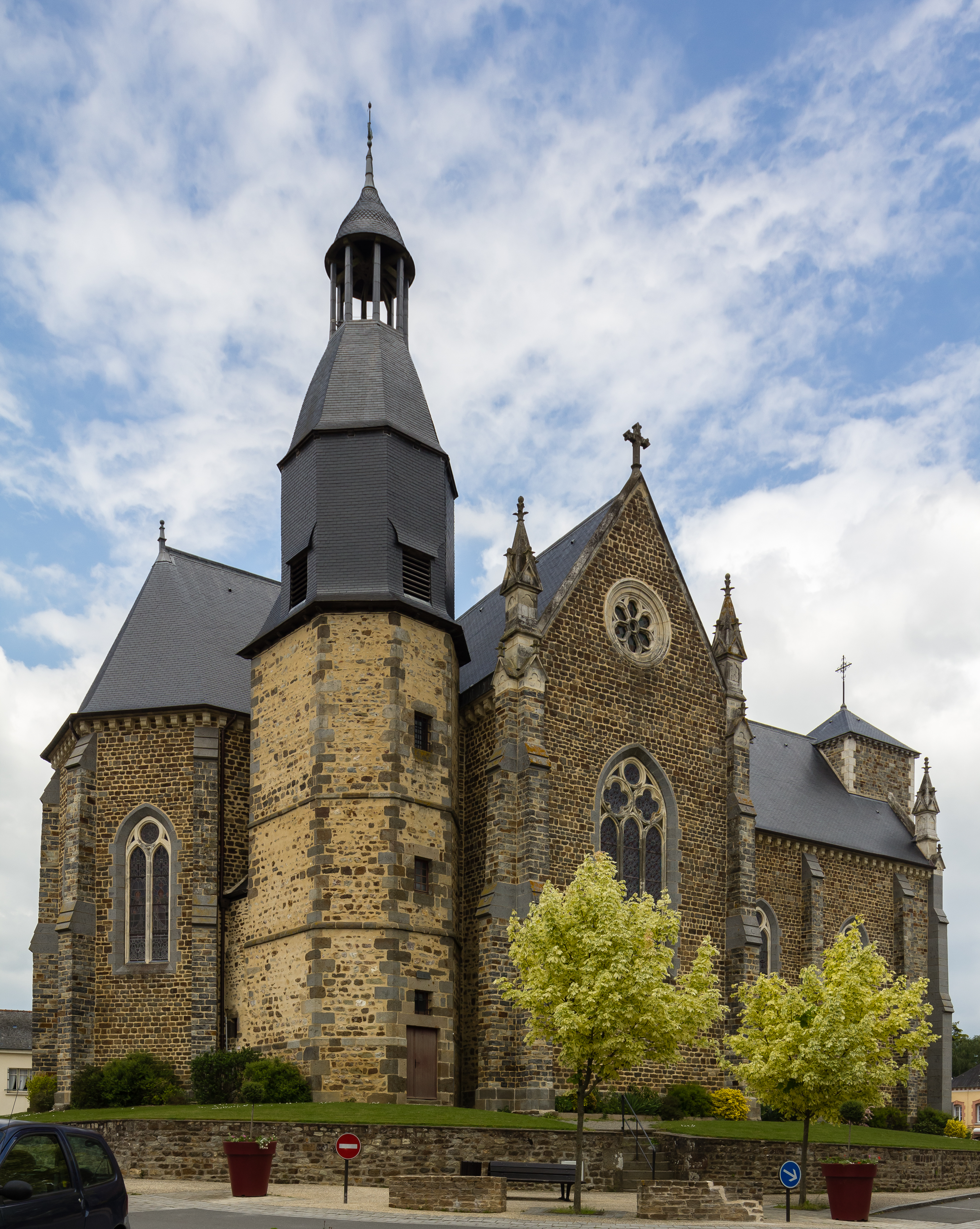
La tour de l'église.

- Le château de la Mauvière est une résidence d'été classique dont la décoration a été réalisée par l'atelier Jobbé Duval. Elle a été la demeure de villégiature d'Émile-Éloi-Marie Carron de La Carrière. Celui-ci fut conseiller municipal de La Mézière en 1870 et conjointement garde des mobiles. Il sera élu député d'Ille-et-Vilaine le 8 février 1871.

Cette demeure est construite sur une ferme appartenant à l'avocat Jacques-Marie-Anne-Malo Carron de La Carrière (1753-1839) sur les terres du lieu-dit la Mauvière et ses terres environnantes et plus précisément sur une parcelle dénommée la Grande Mauvière.
Cette bâtisse possédant de grandes baies et une terrasse au sud protégée par une verrière est ornée de maçonneries intéressantes. Pierre Fayer aménage le parc vers 1930 planté d'essences particulières.
La famille Louazel a restauré le bâtiment en 1968.
- Le château des Loges, en pierres appareillées, présente une tourelle octogonale et des gerbières ornées de pilastre et sommées de grandes coquilles formant fronton. Une chapelle, construite dans l'angle sud-ouest de la propriété, contemporaine du manoir, est dédiée à la Vierge Marie sous le vocable de l'Assomption, à saint Maurille, évêque d'Angers, et à saint Hubert. Un beau mail, environné de bosquets, agrémente cette demeure, qui fut celle de la famille Dupont-des-Loges. Une ferme, dite des Loges, jouxte le château. Mgr Dupont-des-Loges y a résidé pendant son enfance. Évêque de Metz en 1843, il devient, après l'annexion de l'Alsace-Moselle, le chef de file du parti protestataire, comme représentant de Metz au Reichstag en 1874. Très attaché à sa Bretagne natale et à La Mézière, il a participé à la restauration de l'église et à l'organisation des écoles catholiques communales. L'édifice a été de nouveau restauré au XXe siècle.

## Activité et manifestations

### Jumelages
| Ville | Ville    | Pays | Pays      | Période     |
| ----- | -------- | ---- | --------- | ----------- |
|       | Belmonte |      | Portugal  | depuis 1988 |
|       | Bârghiș  |      | Roumanie  | depuis 2001 |
|       | Kosel    |      | Allemagne | depuis 1986 |
|       | Odolanów |      | Pologne   | depuis 2005 |
|       | Toukoto  |      | Mali      | depuis 2001 |

Avec les dix-huit autres communes de la communauté de communes du Val d'Ille-Aubigné, elle est par ailleurs jumelée avec :
- Chedzoy (Royaume-Uni) depuis 2003
- Middlezoy (Royaume-Uni) depuis 2003
- Westonzoyland (Royaume-Uni) depuis 2003

## Personnalités liées à la commune
- Jean-Louis Tourenne : ancien maire, sénateur depuis 2014, ancien président du conseil général d'Ille-et-Vilaine et ancien président de la communauté de communes du Val d'Ille.
- Émile-Eloi-Marie Carron de la Carrière : colonel du régiment des Mobiles de Rennes, il prend part en 1870 à la défense de Paris. Le 8 février 1870, il est élu représentant d'Ille-et-Vilaine à l'Assemblée Nationale. Sa résidence d'été a été le château de la Mauvière. Il se sépare de cette propriété en 1881. Il sera également préfet de Haute-Marne.
- Paul Dupont des Loges : Monseigneur Paul Dupont des Loges habitait au château des Loges et il devient évêque de Metz en 1843. Il a été député du Reichstag de 1874 à 1877. Il est né à Rennes le 11 novembre 1804 et il est mort à Metz le 18 août 1886.
- Eugène Joseph Armand Neveu Derotrie : avocat à la cour de Rennes, inspecteur d'agriculture de la Loire-Inférieure, auteur de l'ouvrage « Les veillées villageoises ou entretiens sur l'Agriculture » a élu domicile au Petit bois, maison acquise en 1832. Il a exercé la fonction de maire de La Mézière quelques mois seulement.
- Mathurin Bouttier : né à La Mézière en 1731 et ordonné prêtre au Mans en 1760, Mathurin Louis Bouttier est condamné à mort lors de la Révolution française le 2 mai 1794. Il est fusillé par de jeunes adolescents en chantant le Miserere. Une rue de La Mézière porte son nom près de la Beauvairie.